# Moderne Olympia
Moderne Olympia  est un album de bande dessinée français scénarisé et dessiné par Catherine Meurisse, coédité le 6 février 2014 par Futuropolis et le Musée d'Orsay.

## Synopsis
Au Musée d'Orsay, où de célèbres toiles ont pris vie, deux clans s'affrontent, celui du Salon Officiel, et celui du Salon des Refusés. Au cœur de ce conflit, Olympia, jeune actrice moderne, ne veut pas se contenter de rôles de figuration dans ce musée, devenu un immense studio de cinéma...
Cinquante œuvres du Musée d'Orsay sont citées dans Moderne Olympia.

## Historique

### Projet et réalisation
Moderne Olympia fait référence au célèbre tableau d'Édouard Manet de 1863 Olympia, conservé au Musée d'Orsay, musée coéditeur de l'album : « La figure de la femme dans l'art m'intéresse, qu'elle soit muse, modèle ou peintre. Olympia s'est imposée à moi car il s'agit d'un tableau phare d'Orsay, c'est La Joconde locale ! Et puis j'ai été interpellée de voir autant de femmes nues aux cimaises et si peu de femmes parmi les artistes exposés », déclare l'auteure, Catherine Meurisse à Télérama en mars 2014. Elle connaît bien le musée d'Orsay puisqu'elle précise au journal Ouest-France : « J'y ai travaillé, quand j'étais étudiante, comme agent de surveillance ». 

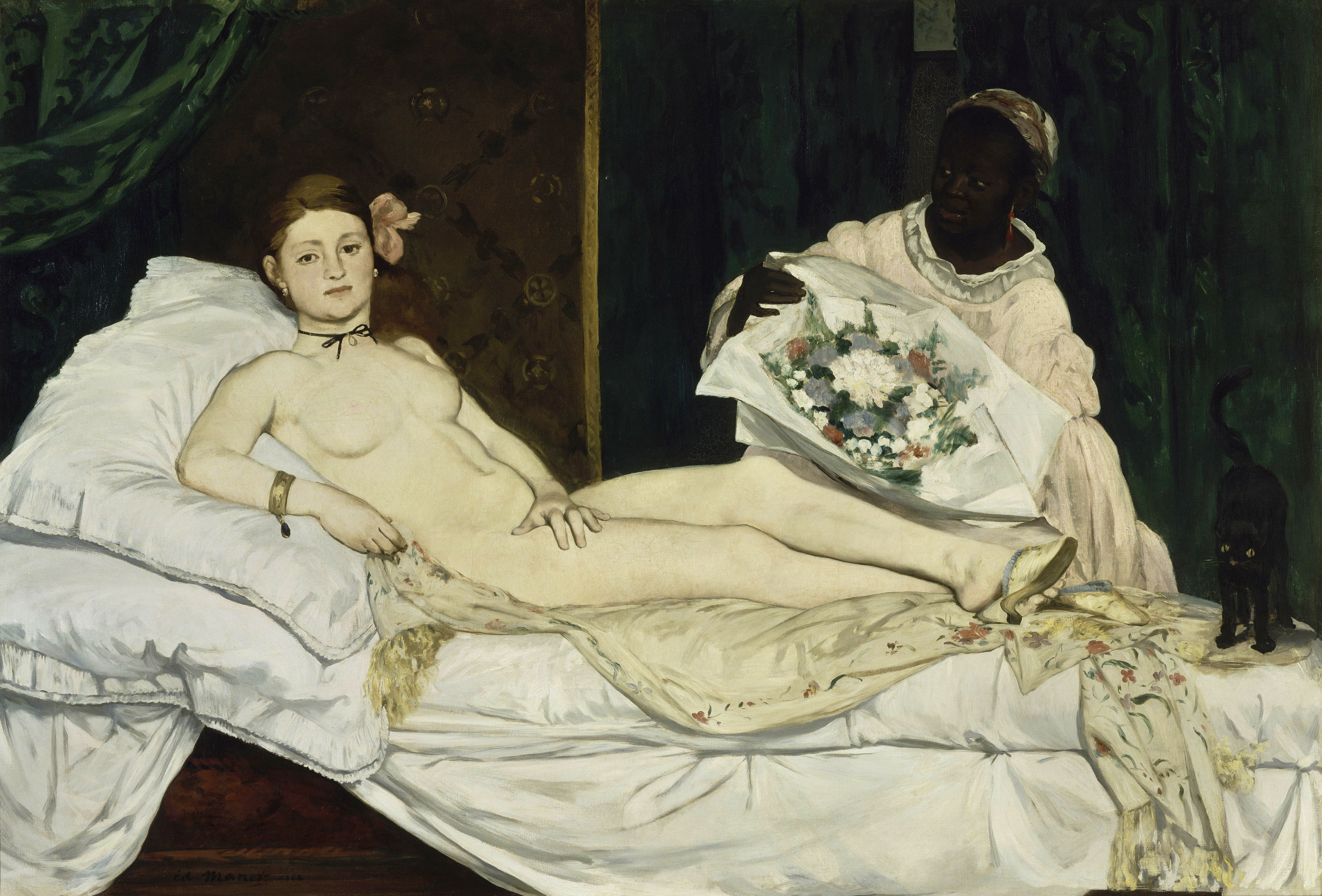
Olympia d'Édouard Manet (1863).

### Lancement d'une nouvelle collection
Cet album est la première bande dessinée publiée par le Musée d'Orsay, autour du fonds de ses œuvres. Son coéditeur  Futuropolis le mentionne aussi sur sa notice de l'album : « À l’instar de celle qui existe avec le Louvre, une nouvelle collection est initiée avec le musée d’Orsay, et c’est Catherine Meurisse qui l’inaugure. ».

## Réception critique
La critique de l'album de M, le magazine du Monde supplément du journal Le Monde indique que le musée est « transformé par ses soins en studio de cinéma hollywoodien », et que les « tableaux célèbres et comédies musicales bien connues composent ce joyeux et savant bazar, stimulé par le trait à la Reiser de Catherine Meurisse. »
Selon Christine Siméone sur le site de France Inter : « L'humour est partout dans ce livre : dans les dessins, dans les références, dans le texte. C'est un très bel hommage au Musée d'Orsay, et à l'Art en général. ».
Pauline Le Gall écrit dans Le Figaro que cette bande dessinée est « une désacralisation nécessaire et érudite de la peinture depuis 1870. »
Pour le magazine Télérama, en mars 2014, Laurence Le Saux mentionne : « Jonglant entre les références au cinéma, à la peinture et à la littérature, son trait élastique véhicule d’irrésistibles gags. Faisant de cette love story inattendue une délectable – et érudite – fantaisie. »
Fin décembre 2014, pour le même magazine Télérama, l'album fait partie des « 10 meilleures BD de l’année 2014. »

## Distinctions
- Sélection officielle au Festival d'Angoulême 2015[1],[11]
- Sélection Prix Artémisia 2015[1],[12]